# Liponema multipora
Liponema multipora är en havsanemonart som beskrevs av Hertwig 1882. Liponema multipora ingår i släktet Liponema och familjen Liponematidae. Inga underarter finns listade i Catalogue of Life.